# Tetrobot and Co.
Tetrobot and Co. est un jeu vidéo de puzzle développé par le studio indépendant français Swing Swing Submarine, sorti en octobre 2013 sur Linux, Mac OS et Windows, en octobre 2014 sur Wii U, et en avril 2015 sur iOS et Android. Paru pour la première fois près un peu plus de deux ans après Blocks That Matter des mêmes développeurs, il en est la suite. Le joueur y incarne Maya, une inventrice réparant des machines à l’aide d’un robot minuscule, le Psychobot.

## Trame
Quinze ans après les événements de Blocks That Matter, Maya, bricoleuse hors-pair, a hérité de l’atelier d’Alexey et Markus. Elle y répare des robots à l’aide du Psychobot, un microrobot conçu pour se déplacer à l’intérieur d’appareils de plus grande taille.